# پیتای مورچه‌خوار گریزان
پیتای مورچه‌خوار گریزان (نام علمی: Grallaria eludens) گونه‌ای از پرندگان خانواده (Grallariidae) است که در برزیل و پرو یافت می‌شود.
زیستگاه طبیعی آن جنگل‌های جلگه‌ای نمناک نیمه‌گرمسیری یا گرمسیری است. از دست دادن زیستگاه آن را تهدید می‌کند.